# Osman Olcay
Osman Esim Olcay né en 1924 à Istanbul et mort le 12 septembre 2010 à Ankara, est un diplomate turc.
Il termine ses études secondaires au lycée Saint-Joseph. Il est diplômé de la faculté des sciences politiques de l'Université d'Ankara. Il rejoint au ministère des affaires étrangères en 1945. Il est directeur du département de l'OTAN au ministère puis vice-secrétaire général du ministère chargé de l'OTAN. Il est ambassadeur de Turquie à Helsinki (1964-1966), à New Delhi (1966-1969). Il est secrétaire général délégué de l'OTAN (1969-1971), ministre des affaires étrangères du 26 mars 1971 au 11 décembre 1971. Il est haut conseiller du ministère des affaires étrangères (1971-1972 et 1975-1978) Il est représentant permanent de Turquie auprès de l'ONU à New York (1972-1975) et représentant permanent auprès de l'OTAN (1978-1988). Son dernier poste est le conseiller du ministère des affaires étrangères (1988-1989) avant de retraite.